# Моторный город
«Моторный город» (англ. Motor City) — будущий художественный фильм режиссёра Потси Пончироли, главные роли в котором сыграют Алан Ритчсон, Шейлин Вудли, Бен Фостер и Пабло Шрайбер.

## Сюжет
Действие фильма будет происходить в Детройте. Главный герой выходит из тюрьмы и начинает искать тех, кто его подставил. Создатели фильма пообещали «погружающий визуальный сторителлинг с потрясающе поставленными и стилизованными экшн-сценами».

## В ролях
- Алан Ритчсон — Джон Миллер
- Шейлин Вудли — София
- Бен Фостер — Рейнольдс
- Пабло Шрайбер — Сэвик

## Производство и премьера
Работа над фильмом началась ещё в 2010-х годах, причём тогда режиссёром должен был стать Альберт Хьюз, а главные роли должны были сыграть Доминик Купер, Эмбер Хёрд и Гэри Олдман. Однако тогда от реализации проекта отказались. В мае 2023 года стало известно, что главную роль сыграет Алан Ритчсон, а режиссёром стал Тимур Бекмамбетов. В апреле 2024 года Бекмамбетова заменил Потси Пончироли. Также роли в фильме получили Шейлин Вудли, Бен Фостер и Пабло Шрайбер. Съёмки были запланированы с 10 июля по 27 августа 2024 года в Саудовской Аравии и Нью-Джерси.
Премьера фильма состоится на Венецианском кинофестивале 2025 года в рамкам программы Venice Spotlight.